# Syzygiella liberata
Syzygiella liberata là một loài Rêu trong họ Jungermanniaceae. Loài này được Inoue mô tả khoa học đầu tiên năm 1974.